# Ovaka
Ovaka è un'isola dell'arcipelago delle Tonga, nell'Oceano Pacifico. Amministrativamente appartiene alla divisione Vava'u, nel distretto di Motu.
L'isola è lunga 2800 m da est a ovest e larga più di 800 m. Si trova nel sud dell'arcipelago di Vava'u tra Vaka'eitu e gli isolotti molto più piccoli di Ovalau, Mu'omu'a, Totokamaka e Totokafonua. La stessa barriera corallina comprende gli isolotti di Langakali e Mo'unu e 'Euakafa a est.
L'omonimo villaggio, sulla costa nord-orientale, ha una popolazione di 96 abitanti nel 2021.